# Trichosia brunniventris
Trichosia brunniventris är en tvåvingeart som först beskrevs av Senior-white 1922.  Trichosia brunniventris ingår i släktet Trichosia och familjen sorgmyggor. Inga underarter finns listade i Catalogue of Life.